# Juan Muñoz de la Cueva
Juan Muñoz de la Cueva (Almedina, 11 de marzo de 1660 – Santiago de Compostela, 2 de junio de 1728), fue un prelado católico español, religioso trinitario calzado, teólogo, calificador del Santo Oficio, predicador real, redentor de cautivos y obispo de Orense.

## Biografía
Juan Muñoz de la Cueva nació en Almedina (Ciudad Real) el 11 de marzo de 1669. Hijo de Alonso Muñoz y de Ana de la Cueva. Ingresó a la Orden de los Trinitarios Calzados en el convento de Toledo en 1676. Recibió la ordenación sacerdotal en Madrid de manos de Alfonso Balmaseda y Osorio, obispo de Zamora, el 26 de febrero de 1684. Fue doctor en teología y catedrático titular de Durando en la Universidad de Toledo. Fue predicador real en la corte de Carlos II. Ocupó otros cargos eclesiásticos como el de calificador del Santo Oficio de Toledo, examinador sinodal del Arzobispado toledano y juez conservador de la dignidad arzobispal y Cabildo catedralicio.
Juan Muñoz ocupó en su orden religiosa los cargos de maestro, ministro de los conventos de Toledo y Madrid, ministro provincial de Castilla y redentor. Gracias a este último cargo realizó dos redenciones de cautivos en Argel (1701 y 1708), dando la libertad a más de 150 cristianos cautivos en poder de musulmanes. El rey Felipe V de España le presentó para el obispado de Orense en 1717. Confirmado por el papa Clemente XI, fue consagrado obispo el 5 de diciembre del mismo año. Murió el 2 de junio de 1728 al caer de su mula luego de depositar la ofrenda en Santiago de Compostela.